# ایوان استبلین کامینسکی
ایوان میخایلوویچ استبلین کامینسکی (به روسی: Иван Михайлович Стеблин-Каменский) زبان‌شناس و ایران‌شناس روس است که بین سال‌های ۱۹۹۵ تا ۲۰۰۵ رئیس بخش شرق‌شناسی دانشگاه سن پترزبورگ بود. استبلین کامینسکی همچنین عضو ارشد فرهنگستان علوم فدراسیون روسیه بود.
وی در سال ۱۹۴۵ در شهر لنینگراد (سن پترزبورگ کنونی) به دنیا آمد. پدر وی «میخائیل ایوانویچ استبلین کامینسکی» (۱۹۸۱–۱۹۰۳) بود در سال ۱۹۶۸ در رشته ایران‌شناسی از دانشگاه سن پترزبورگ فارغ‌التحصیل شد و به مدت یک سال در مناطق پامیر، بدخشان به تدریس زبان‌های روسی و وخانی پرداخت. او بین سال‌های ۸۴–۱۹۸۱ در دانشگاه سن پترزبورگ به عنوان استاد زبان فارسی و زبان‌های ایرانی مشغول به تدریس بود.
وی برای نخستین بار کتاب اوستا را به صورت جلدهای جداگانه به زبان روسی ترجمه نمود. وی یکی از نویسندگان مقالات در دائرةالمعارف ایرانیکا بود و بیش از ۱۵۰ کتاب نگارش نمود.
او دکتری خود را در زمینهٔ علوم و ادبیات از انستیتو خاورشناسی سن‌پترزبورگ اخذ و در سال ۱۹۷۱ از رسالهٔ دکتری خود با عنوان «آواشناسی تاریخی زبان وخی» دفاع کرده‌است. وی به زبان‌های فارسی، انگلیسی، آلمانی، فرانسه، عربی و زبان وخانی (یکی از زبان‌های پامیری) آشنایی دارد و تاکنون بیش از یکصد اثر علمی از این محقق برجسته به چاپ رسیده‌است. از برجسته‌ترین آثار وی به کتاب‌های: زبان وخی، افسانه پامیر، افسانه‌ها و روایات سیستان و مقالهٔ پردهٔ کربلا می‌توان اشاره کرد. پروفسور کامینسکی در حال حاضر مدیر کرسی ایران‌شناسی دانشگاه سن‌پترزبورگ است.
ایوان استبلین کامینسکی در سال ۱۳۸۴ (پنجمین همایش چهره های ماندگار) به عنوان چهره ماندگار در ایران در زمینهٔ ایران‌شناسی و زبان‌های ایرانی معرفی شد.
کامینسکی با همکاری رایزنی فرهنگی جمهوری اسلامی دو بار به ایران اعزام شده و در همایش چهره‌های ماندگار شرکت کرده و همچنین در یک نشست علمی به تشریح سیر ۳۰۰ سال ایران‌شناسی در سن‌پترزبورگ پرداخته‌است.
او پنجشنبه شب ۳ مه ۲۰۱۸ در سن ۷۲ سالگی در زادگاهش، شهر سن پترزبورگ روسیه، درگذشت.